# Estação Meguro

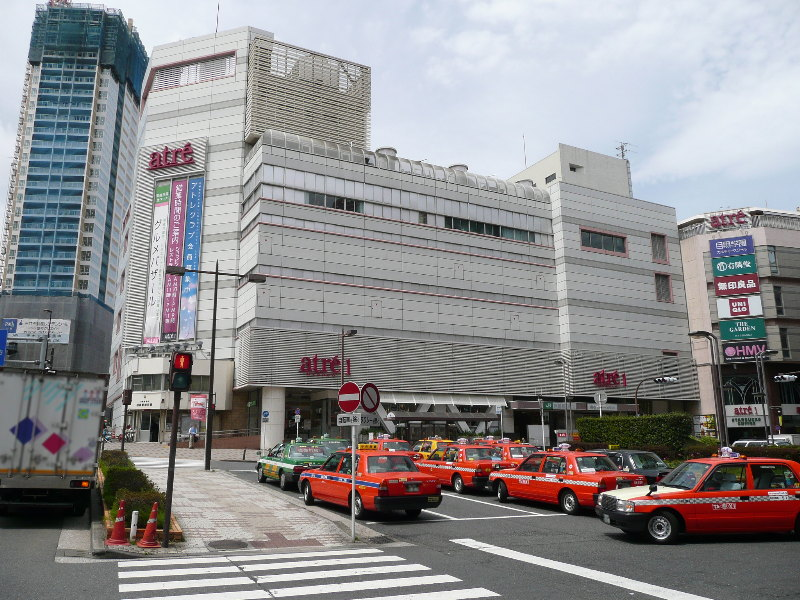
Estação Meguro

Estação Meguro (目黒駅, Meguro-eki) é uma estação de trem localizada no bairro de Shinagawa, em Tóquio, e não no bairro de mesmo nome, Meguro. É operada pela East Japan Railway Company (JR East), entre outras.

## Linhas
Passam pela estação Meguro as seguintes linhas:
JR East
- ■ Linha Yamanote

Metrô de Tóquio
- Linha Namboku

Toei
- Linha Toei Mita

Tōkyū
- ■ Linha Tōkyū Meguro